# Ecsedi Jozefa
Pályné Ecsedi Jozefa, névváltozatok: Ecsedy, Etsedi (Illyefalva, 1795 – Kolozsvár, 1827. május 24.) úttörő énekes-színésznő.

## Pályafutása
Egy Vajna nevű kisbirtokos neje volt, akitől elválván, Kolozsvárott lett színésznő. 1809-ben Vida László intendánssága alatt Pesten játszott a Hacker-szálában, majd 1816-ban Kilényi Dávid színtársulatához szerződött és vele élt 6 évig, másodénekesnő volt Déryné mellett. 1822-ben Pály Elek énekes-színész felesége lett, majd férjével bejárta az egész országot. 1823–24-ben Bécsben tanult tovább kilenc hónapig. 1824. december 27-én Debrecenben találjuk. Később Kőszeghy Alajos felesége lett. Igen szép nő volt és a közönséget különösen finom hangjával valósággal elbájolta. Kedvenc szerepei voltak: A Tündérkastélyban Marcsa, a Szép és rút leányában Smikertné. Utolsó fellépte 1827. január 13-án Kolozsvárott volt, a Keresztes vitézek című Kotzebue-féle színmű Salome szerepében. Ugyanezen év május 24-én vízibetegségben elhalt Kolozsvárott.

## Fontosabb szerepei
- Bátori Mária (Soden–Dugonics A.)
- Salome (Kotzebue: Keresztes vitézek)
- Esztella (Calderón–West: Az élet álom)
- Donna Diana (Moreto–West)
- Marcsa (Hirschfeld: Tündérkastély Magyarországon)
- Emelina (Weigl: A svájci család)